# Ahmad Kuftaru

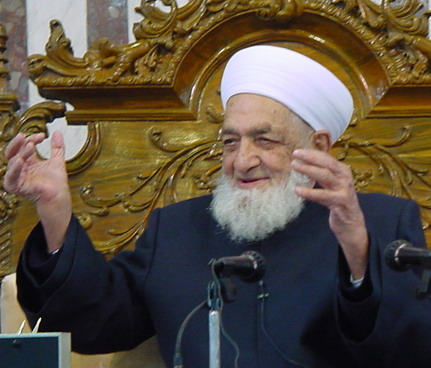
Ahmad Kuftaru

Scheich Ahmad Kuftaru (* 1915 in Damaskus; † 1. September 2004 ebenda), arabisch ﺃحمد كفتارو, DMG Aḥmad Kuftārū, war ein syrischer Großmufti und ranghöchster sunnitischer Religionsvertreter seines Landes.
Kuftaru war der Sohn des Theologen Muhammad Amin Kuftaru, nach dessen Tod begann er im Jahr 1938 mit dem Predigen in der Abu-Nur-Moschee in Damaskus. Mit 31 Jahren wurde Kuftaru Mufti. Im Jahr 1958 wurde er Großmufti der Hauptstadt und sechs Jahre später des ganzen Landes. Kuftaru setzte sich für das gegenseitige Verständnis verschiedener Menschen ein und rief zu einem allgemeinen Dialog auf. Er verstarb 89-jährig an einem Herzleiden.
Kuftaro erhielt rund ein Jahr nach der Machtübernahme Hafiz al-Assads 1971 einen Sitz im syrischen Parlament. Er bezeichnete die Wiederwahl des Präsidenten 1991 als nationale und religiöse Pflicht und gehörte zum staatstragenden Establishment unter Hafiz al-Assad. 2003 propagierte er den bewaffneten Widerstand gegen US-Streitkräfte im Irak als religiöse Pflicht im Sinne des Dschihad.
Sein Sohn Salah Al-Din Ahmad Kuftaro, der Generaldirektor der Shaykh Ahmad Kuftaro Academy, war einer der Unterzeichner der Botschaft aus Amman (Amman Message). 